# متحف إيدو طوكيو المعماري المفتوح

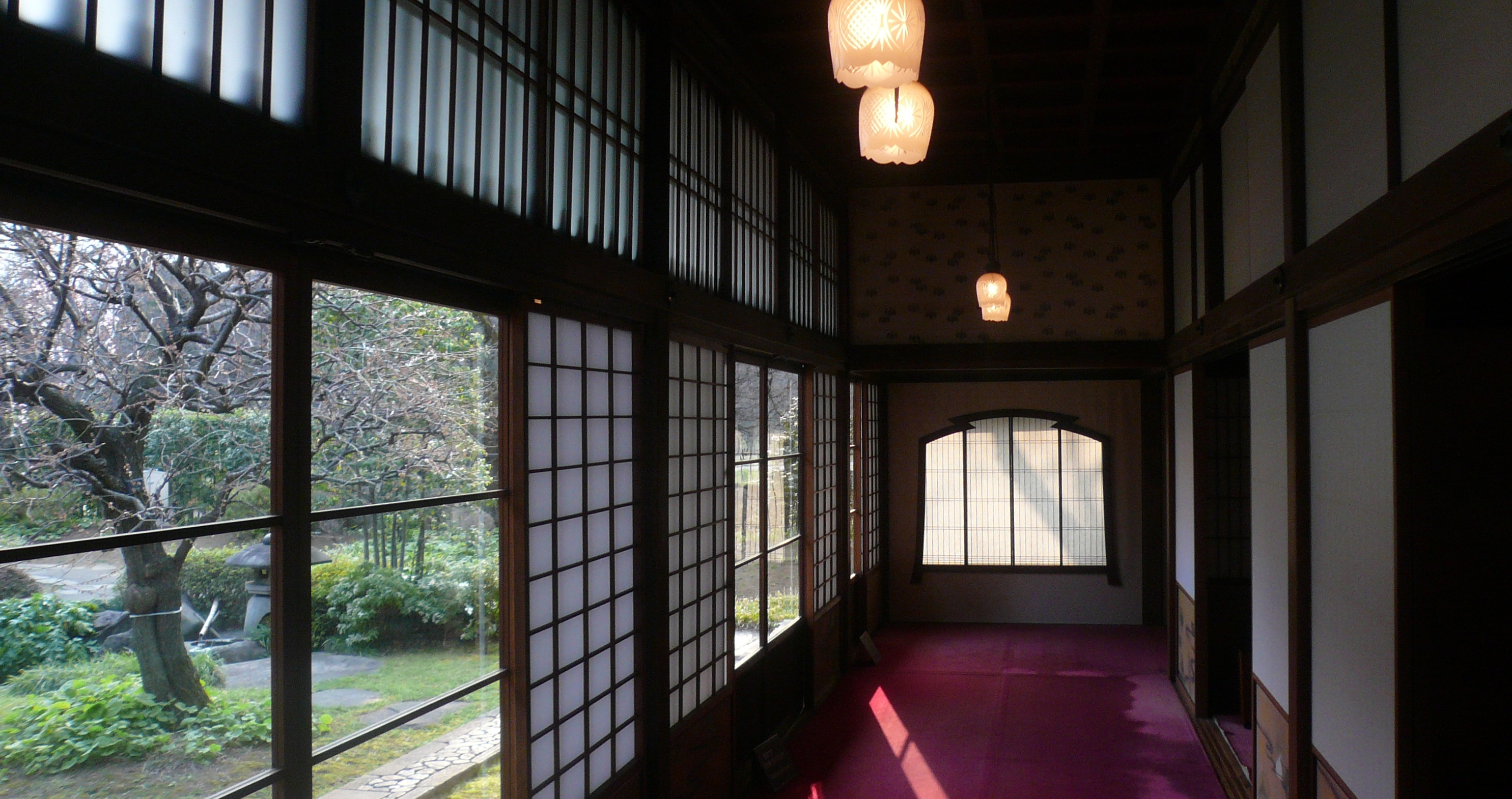
داخل (تاكاهاشي كوريكو) أحد المباني العديدة في المتحف

متحف إيدو طوكيو الجوي المعماري المفتوح يقع في كوغانه، طوكيو، اليابان يعرض بنايات يابانية تاريخية. واقع في متنزه كوغانه يمكن الوصول إليه باستخدام خط سيبو شينيجوكو (محطة كوغانه هانا) أَو خط تشوأو (محطة موساشي كوغانه).
الرسّام المبدع هاياو ميازاكي كان يزور المتحف في أغلب الأحيان أثناء إنتاجه فيلمه المخطوفة لكي يستمد الإلهام من المتحف.

## وصلات خارجية
- الموقع الرسمي للمتحف